# Infosecurity Europe
Infosecurity Europe (ou Infosec) est un évènement européen consacré à la sécurité de l'information.
Le principal partenaire est Reed Exhibitions. Il se déroule en Grande-Bretagne depuis 1995.